# Мизія
Ми́зія (болг. Мизия) — місто в Врачанській області Болгарії. Адміністративний центр общини Мизія.

## Населення
За даними перепису населення 2011 року у місті проживали 3252 особи.
Національний склад населення міста:
| Національність   | Кількість осіб | Відсоток |
| ---------------- | -------------- | -------- |
| болгари          | 2790           | 89,2%    |
| цигани           | 311            | 9,9%     |
| не визначились   | 22             | 0,7%     |
| Всього відповіли | 3129           |          |

Розподіл населення за віком у 2011 році:
Динаміка населення: